# 奧倫堡哥薩克
奧倫堡哥薩克（俄语：Оренбургские казаки），是俄國十月革命前哥薩克其中一支分隊，駐扎在奧倫堡省（現在的奧倫堡州、車里雅賓斯克州和巴什科爾托斯坦的一部分）。
奧倫堡在1734年建城後，為防衛此地區俄羅斯政府在烏法、伊谢季河、薩馬拉等地調來一些哥薩克在1748年創建了奧倫堡非正規軍團，在1755年正式成立奧倫堡哥薩克分隊。
在1773-74年部分奧倫堡哥薩克曾參加普加喬夫起義，在1798年所有駐烏拉爾山脈南方的哥薩克也併入奧倫堡哥薩克（除了烏拉爾哥薩克）。1840年的法令確立了奧倫堡哥薩克的邊界，其組成（10騎兵團和3個砲兵營）。在19世紀中葉，這個地區的哥薩克人口相當於200000人。奧倫堡哥薩克也曾參加1788至1790年的俄羅斯-瑞典戰爭和征服中亞的戰役。
在1917年十月革命後，奧倫堡哥薩克的領導層受烏拉爾哥薩克的阿塔曼杜托扶指揮反對蘇維埃，而貧窮的下級哥薩克則加入紅軍。
在1920年，奧倫堡哥薩克被正式取締。